# 上り框

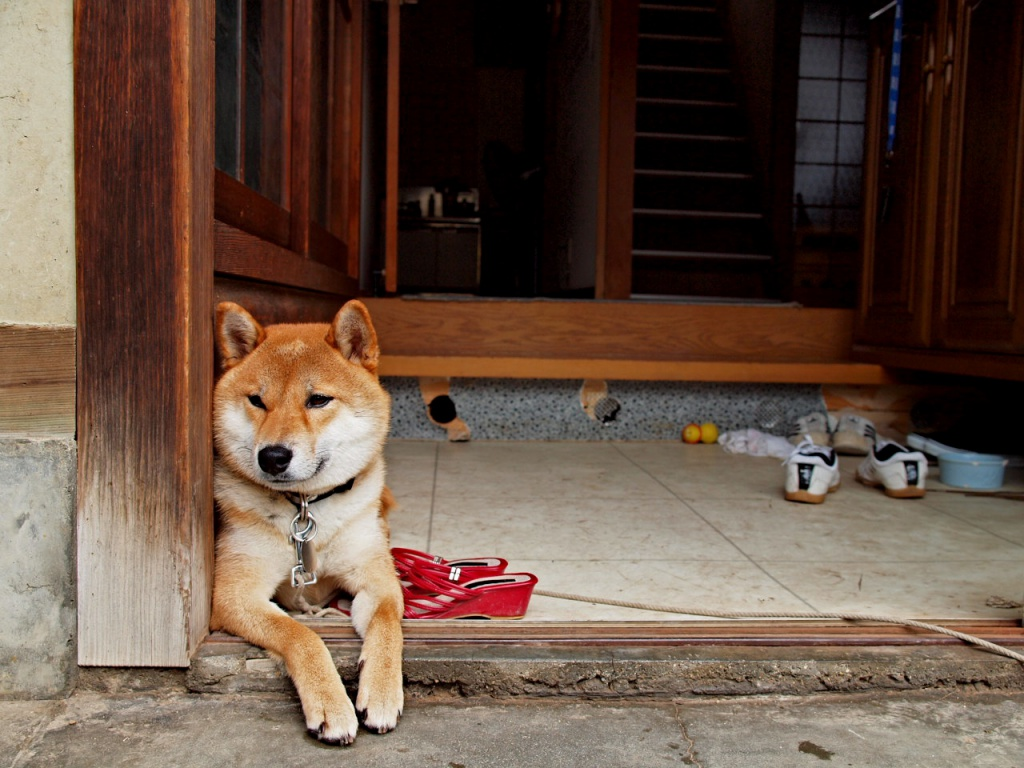

上り框（あがりがまち/あがりかまち・上框）は、主に玄関の上がり口で履物を置く土間の部分と廊下や、玄関ホール等の床との段差部に水平に渡した横木をいう。まれに式台の部位を指すことがある。日本建築における床の間の段差部では床框（とこがまち）と呼び区別する。

## 目的
廊下や玄関ホールの床材を切り落とした切断面を隠し、床材のささくれを防ぐ目的で用いる化粧材である。そのため、床材と同種の材料である必要はなく色の異なる樹種を初めとして、床材と異なる材種の石材や人造大理石（テラゾー）等が採用される傾向がある。

## 材種
日本において、玄関は履物を履き替える場所であり、他用途の室に比べて人の交通量が比較的多い。加えて、履物に付着した外部の埃や砂なども多いため、一般的に暴露状態の外部ほどには耐候性を要求されることはないが歩行回数が多いこともあり耐久性を求められる。さらに、段差を乗り越えるために足の踏み込む力が強いため他の床材よりも強度を求める傾向がある。このため、木材を用いる場合は表面の木目（肌理、きめ、もくめ）が美しく強度のある堅木（かたき、かたぎ）を用い、木材以外の材料では石材・人造大理石・プラスチック系の部材が使われることが多い。

## 寸法
建築物に関わる各種規定を定めた法令の一つである建築基準法施行令では一般的な木造建築物の「居室の天井の高さ、床の高さ及び防湿方法」を「第二章 一般構造 第二節 第二十二条 一号」において
『床の高さは、直下の地面からその床の上面まで四十五センチメートル以上とすること。』
と定めている。身近な高さの例としては一般的な椅子の座面の高さに相当し、建築物においては玄関の床面である土間から廊下・玄関ホール等の段差として現れる。
この45cmの段差は日本人の一般的な体格の人であっても土間から常時上り下りするには高過ぎるために、土間から順に履物の靴脱ぎの利便性のために置く一段高い沓脱ぎ石、ベンチのように腰掛けることのできる式台を経て廊下・玄関ホール等に至る。
一方、前述の建築基準法施行令 第二十二条本文の但し書きには居室の床下に防湿を施している場合には45cmの制約を解除することが謳われており、コストパーフォーマンスを考慮した木造住宅では建物の水平投影面積に相当する全面にコンクリートを敷いたベタ基礎と呼ぶ基礎方式を採用して防湿効果を兼ねる場合がある。建築計画上では土間のある住宅・外部と段差の少ない一体化したリビングルームが生まれる要素の一つとなる。

### 高さ
建築基準法等の規定の存在しなかった時代、古刹に代表される建築物では式台から廊下に至る段差を構造材としての役目を持たせて一本の木材で上り框とすることがあり、上り框の高さ寸法は十数cmから数十cmのものまで存在する。
建築基準法施行令 第二十二条本文 の但し書きにより、居室床面と地表面の互いの制約が無くなったことで、玄関の土間から廊下・玄関ホール等に至る高さや段差は寸法の選択に自由度が生まれ、バリアフリーを代表とする使い勝手を優先した高さが選ばれるようになり、上り框の高さも追従し、構造材としての役目を失い、化粧材としての役割が強まっていき様式化していくことになる。この代表例が共同住宅の玄関廻りの段差である。
共同住宅は機能性を重視し且つ低廉な価格で分譲や賃貸することに着眼される傾向があり、またバリアフリーを促進する観点から、上り框の部材の高さは10cm内外が多く5cmに満たない事例もある。その結果、土間と廊下の異なる床材を区切るために取りつける部材を指す見切り材として形骸化している。

### 長さ
上り框の長さは玄関の幅である間口に比例し、人の出入りの多い建物用途では長くなる傾向がある。他方、低廉さを求める住宅では下駄箱や玄関用システム家具などの奥行き分の寸法を生かして長さを短くする場合がある。

## 工業化
住宅部材メーカー各社では建設現場内における取り付けに伴う作業の省力化や安定した製品供給の点で上り框・式台・付け框をセットにしたユニット製品を販売している。